# Galleria Mazzini
La galerie Giuseppe Mazzini est une galerie marchande couverte (galleria) située dans le centre de Gênes, près du théâtre Carlo-Felice et de la Piazza De Ferrari.
Nommée d'après le patriote Giuseppe Mazzini, elle est parallèle à la via Roma, avec laquelle elle a été construite entre 1870 et 1880 sur l'exemple des célèbres passages couverts de Paris et de la Galleria Vittorio Emanuele II de Milan, qui l'a inspirée. C'est l'un des exemples de l'architecture métallique.
Destination du struscio de l'après-midi pour prendre une pizza ou un apéritif, elle abrite depuis 1926 la Foire du livre (à Pâques et en décembre). La Foire aux Antiquaires s'y tient tous les quatrièmes mercredis et jeudis du mois.

## Histoire
|                                                  |  |                          |
| Galleria Mazzini photo d'Alfred Noack avant 1890 |  | Galleria Mazzini en 2012 |

La Galerie a été construite à la suite de l'ouverture du deuxième tronçon de la via Assarotti, artère qui a été construite en deux temps : un premier axe routier à partir de 1853 et un second plus tard, plus en aval, correspondant à l'actuelle Via Roma.
Pour réaliser ce deuxième tronçon de la via Assarotti, une partie de la colline Piccapietra a été creusée. De plus, débutant derrière le Théâtre Carlo Felice (ou Théâtre de l'Opéra, conçu par Carlo Barabino et achevé en 1828), immédiatement derrière lui furent démolis : l'église et le couvent de San Sebastiano, le conservatoire de San Giuseppe, l'oratoire de San Giacomo delle Fucine ce qui restait du couvent de San Domenico. Les frères Bonino reprennent l'exécution des travaux le 25 juillet 1871. Le projet est devenu définitif malgré les tentatives de dévier le parcours rectiligne dans le but de sauver l'ancienne église de San Sebastiano. En plus des couvents, une section de l'aqueduc civique médiéval a également été démolie qui, longeant le chemin des murs de Barberousse, traversait la pente de Santa Caterina.
Les travaux pour la Galerie Mazzini commencèrent donc le 26 juillet 1874 et s'achevèrent en 1876 avec l'installation du mobilier en bronze, fondu à Berlin : sous la coupole, les quatre Janus (Janus à deux visages, ancienne divinité romaine symbole de Gênes) en bronze doré, et sous ceux-ci les quatre lustres en bronze aux armes de Gênes.
La Gênes de l'époque a vu l'inauguration comme un grand événement grâce aux fenêtres étincelantes, aux lustres en bronze et aux grandes coupoles de verre à travers lesquelles la galerie recevait un éclairage naturel.
Considérée comme somptueuse et luxueuse, la Galleria Mazzini est devenue au XIXe siècle un lieu de rencontre d'intellectuels et de personnalités illustres, avec ses locaux raffinés et élégants.

### Réouverture du théâtre Carlo Felice
Le vide laissé par le Théâtre Carlo Felice à la suite des bombardements de la Seconde Guerre mondiale et la démolition des fondations du nouveau Théâtre, dont les temps de conception ont duré jusqu'aux années 1980, ont obscurci pendant un certain temps le rôle de la Galleria Mazzini. Le théâtre a été reconstruit sur un projet d'Aldo Rossi et Ignazio Gardella en 1992. Sa réouverture a donné une nouvelle vitalité à la Galerie.
Au début des années 1990, à l'occasion de la rénovation des bâtiments principaux de la ville pour l'Expo de 1992, le dallage de la galerie Mazzini a été refait, supprimant les dalles de pierre d'origine des années 1870 et les remplaçant par d'autres de composition moderne.
Les dalles anciennes ont été données par le maire de Gênes de l'époque, Romano Merlo, à la municipalité de Pontremoli, qui les a utilisées pour repaver les deux places principales du centre historique avec les pierres d'époque.
A l'occasion du Sommet du G8 de Gênes en 2001, le sol de la Galleria Mazzini s'est enrichi de l'insertion, coïncidant avec les dômes de verre, de quatre grandes mosaïques octogonales en marbre poli et laiton, créées par le maître d'art Lino Reduzzi sur la base de croquis de Francesco Somaini.

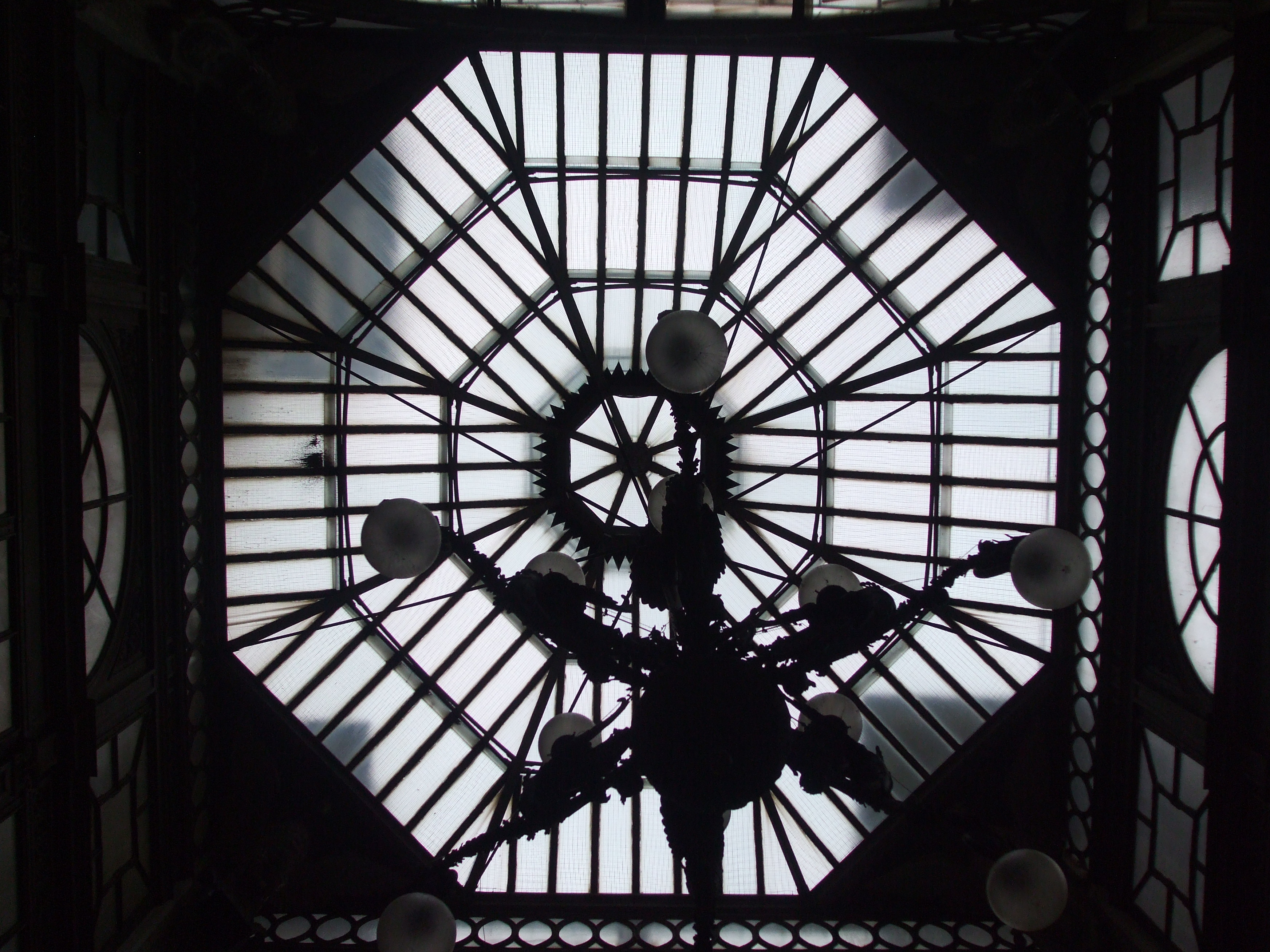
Les dômes de verre faisant partie de la couverture de la Galleria Mazzini.
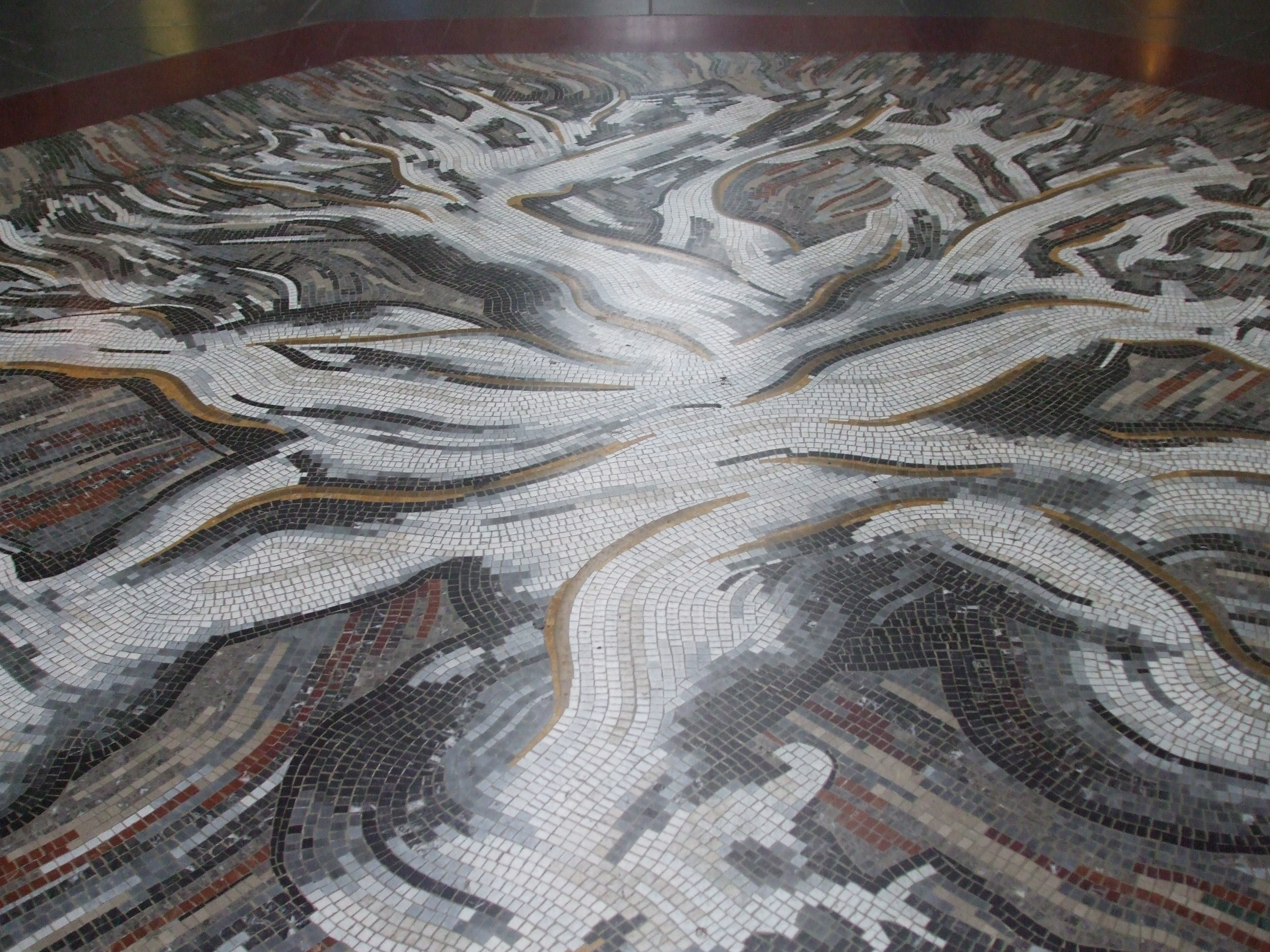
Mosaïque de la Galerie Mazzini.
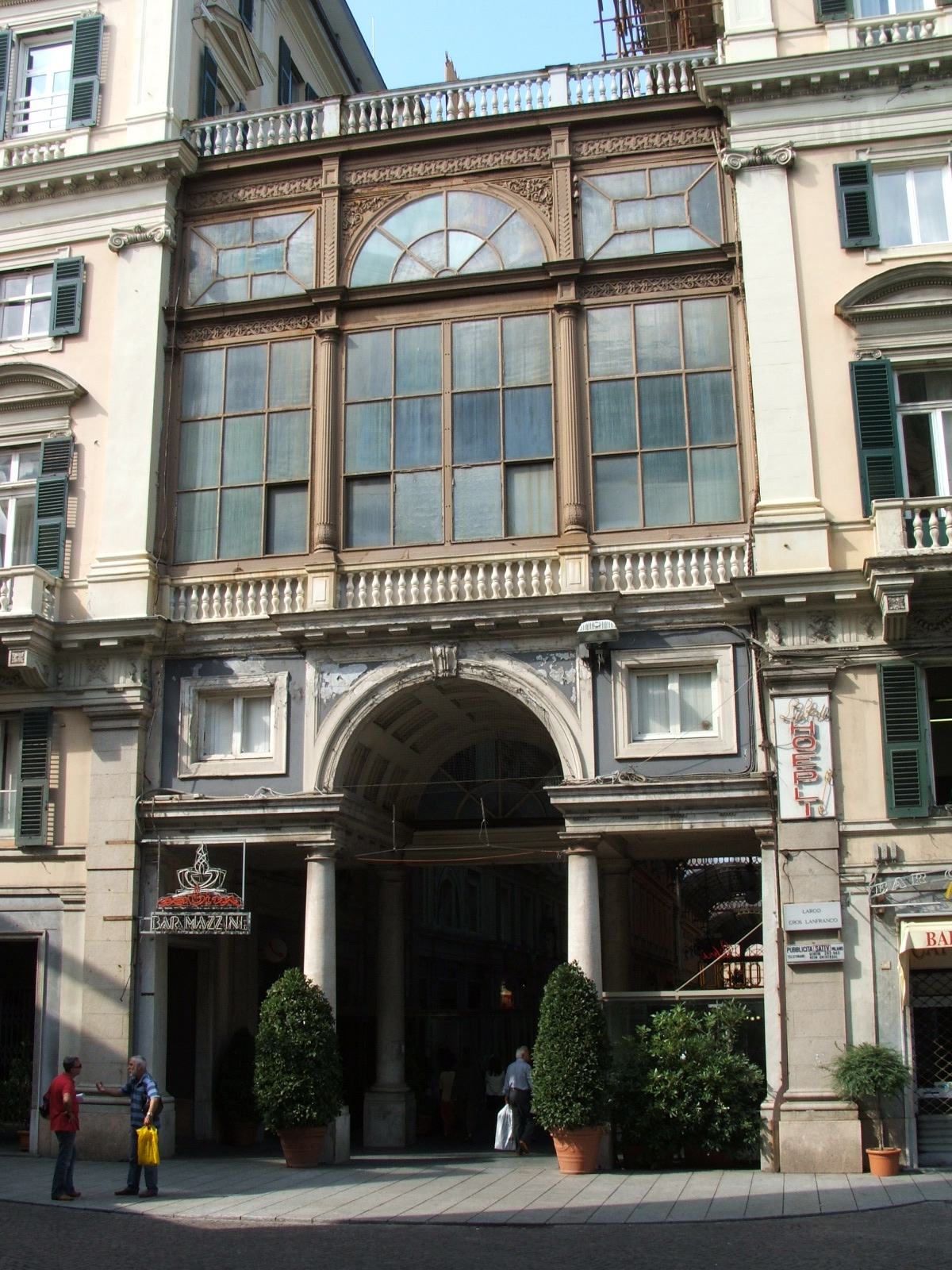
Galleria Mazzini, entrée via Roma.